# تویوتا ایندوس
تویوتا ایندوس ({{lang-ur|انڈس موٹر شرکه) شرکت خودروسازی پاکستانی است، که در سال ۱۹۹۰ توسط شرکت تویوتا تأسیس شد.